# Аламоза (окръг)
Окръг Аламоза (на английски: Alamosa County) е окръг в щата Колорадо, Съединени американски щати. Площта му е 1875 km², а населението - 16 551 души (2017). Административен център е град Аламоза.